# Sada Yacco
Sada Yacco, pseudonimo di Kawakami Sadayakko (川上貞奴?; Tōkyō, 18 luglio 1871 – Atami, 7 dicembre 1946), è stata un'attrice teatrale e danzatrice giapponese.

## Biografia
Nata a Tōkyō con il nome di Koyama Sada, fu avviata all'addestramento come geisha e, con il nome d'arte Yakko, ne divenne una delle più celebri. Suscitò l'attenzione del primo ministro giapponese dell'epoca, Itō Hirobumi, che si prodigò affinché portasse a termine la sua formazione. Nel 1894 sposò l'attore Kawakami Otojirō, considerato uno dei fondatori del "teatro della nuova scuola" Shinpa.
Successivamente recitò nella compagnia fondata dal marito ("Kawakami ichiza") in un'epoca in cui veniva considerato sconveniente che le donne recitassero sullo stesso palco con attori uomini. Il debutto avvenne durante la tournée intrapresa nel 1899 dalla compagnia in America ed Europa. Il nuovo nome d'arte Sadayakko fu creato unendo il nome proprio Sada e il vecchio nome da geisha, Yakko: gli occidentali lo interpretarono come un nome e cognome, scrivendo Sada Yakko o Sada Yacco.
Fu la prima compagnia giapponese a essere vista nei teatri occidentali. La tournée incluse esibizioni negli Stati Uniti, da San Francisco a New York, poi a Londra e all'Esposizione Universale di Parigi (nel teatro della danzatrice e pioniera dell'illuminotecnica Loie Fuller) dove Sadayakko fu notata dalla critica europea e ottenne un notevole successo personale. L'anno seguente Loie Fuller organizzò come impresaria una seconda tournée della compagnia Kawakami attraverso l'Europa. In Italia la compagnia debuttò il 7 aprile 1902 al Teatro Valle di Roma e si esibì poi a Napoli, Firenze, Livorno, Genova, Torino, Milano, Venezia, Verona, Brescia e di nuovo a Milano e a Genova.
Di ritorno in Giappone, Sadayakko continuò a esibirsi nella compagnia Kawakami. Nel 1907 tornò in Europa con il marito per un breve soggiorno di studio a Parigi. Nel 1908 a Tōkyō fondarono insieme la prima scuola dedicata alla formazione di attrici (Teikoku Joyū Yōseijo), della quale Sadayakko fu direttrice.
Dopo la morte del marito nel 1911, Sadayakko fondò una propria compagnia ("Sadayakko ichiza"). Nell'ottobre del 1917 decise di ritirarsi dalla scena e andò a vivere con l'imprenditore Fukuzawa Momosuke, che nella versione più popolare della vicenda sarebbe stato il suo primo amore da adolescente. La loro casa a Nagoya è stata restaurata e aperta al pubblico come museo. A Nagoya Sadayakko aprì una fabbrica tessile, gestita con criteri utopistici. Fondò inoltre una scuola di teatro per ragazzi a Tōkyō.
Morì ad Atami all'età di 75 anni. Negli Stati Uniti, le sue esibizioni influenzarono profondamente l'opera di Ruth Saint Denis, una delle pioniere della danza moderna.